# Taraxacum abbreviatum
Taraxacum abbreviatum, trajnica, vrsta maslačka, endem je iz Finske Vrsta je opisana 1976.